# Dunsterforce

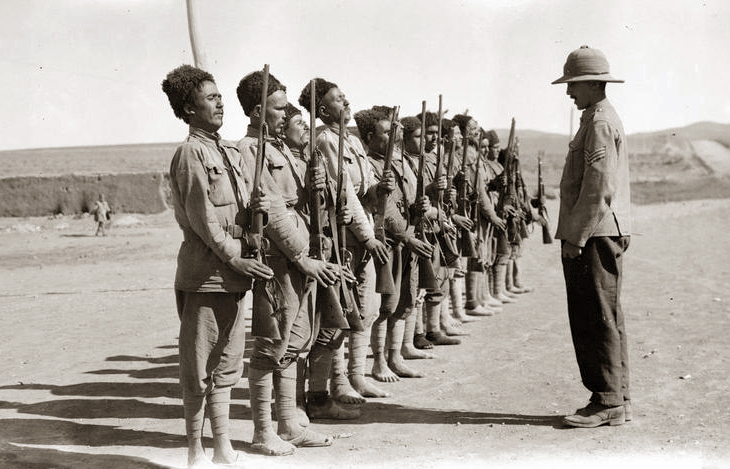
Lionel Dunsterville mit barfüßigen Hilfstruppen in Hamadan, 1918

Die Dunsterforce war eine gegen Ende des Ersten Weltkriegs gebildete Freiwilligen-Expeditionstruppe unter Leitung von Lionel Dunsterville.

## Geschichte
Die Dunsterforce bestand aus 450 bis 1000 Mann. Sie wurde im Dezember 1917 aufgestellt und hatte zum Ziel, Armenier, Georgier und Tataren gegen das deutsche Reich zu formieren. Es ging den Briten dabei, die Ölfelder von Baku zu sichern und gleichzeitig das Gebiet vom Kaukasus über den Iran bis nach Britisch-Indien zu verteidigen. Die Dunsterforce war in die Schlacht um Baku verwickelt, welche vom 26. August bis zum 14. September 1918 andauerte. Infolgedessen wurde die Dunsterforce aufgelöst.